# Chusquea microphylla
Chusquea microphylla är en gräsart som först beskrevs av Johann es Christoph Christian Döll, och fick sitt nu gällande namn av Lynn G. Clark. Chusquea microphylla ingår i släktet Chusquea och familjen gräs. Inga underarter finns listade i Catalogue of Life.